# S Pegasi

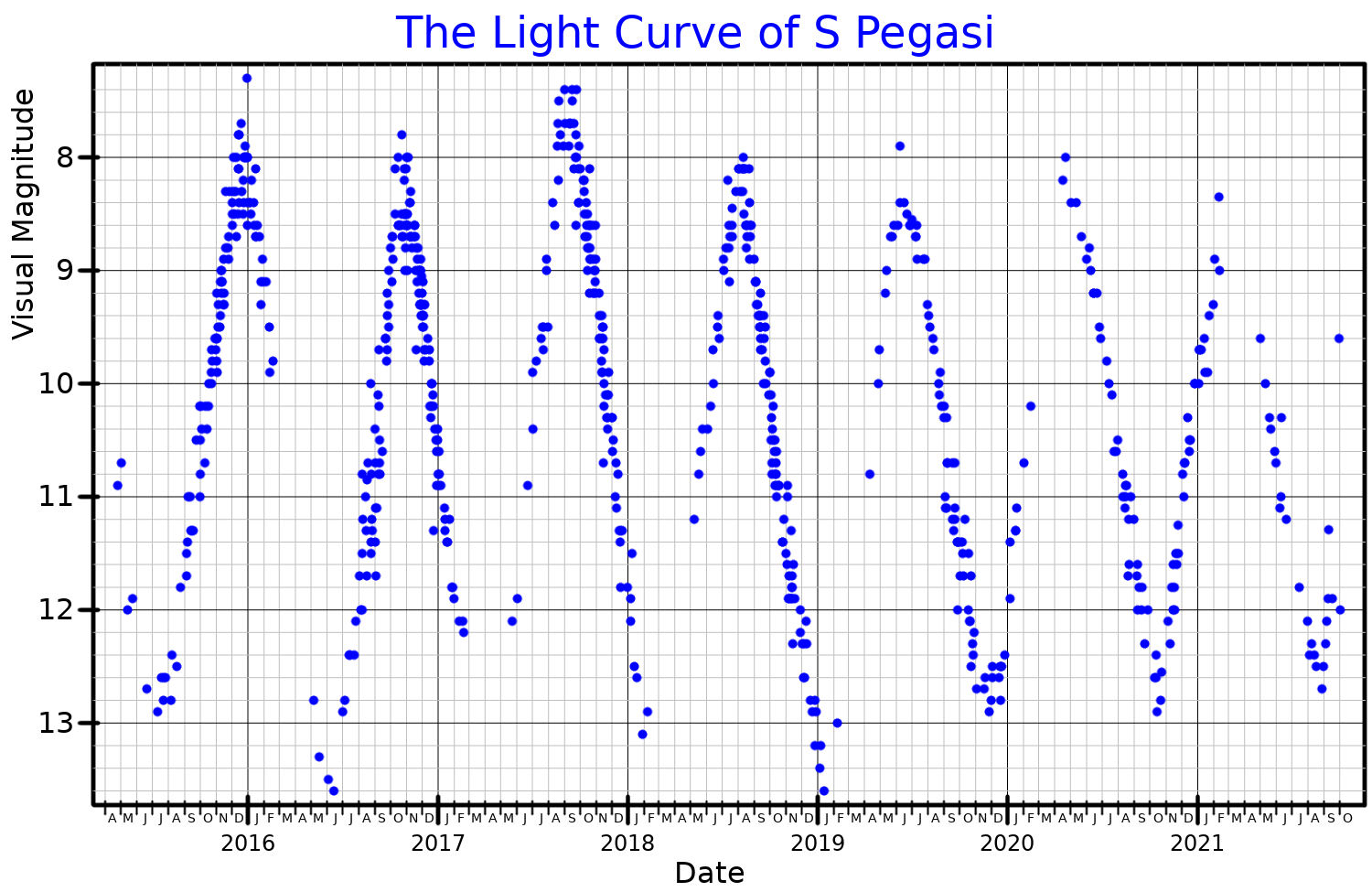
Frecuencia de la luz

S Pegasi es una estrella supergigante roja en la constelación de Pegaso que se encuentra a una distancia de 1059 años luz de la Tierra. 
Es una estrella variable y su brillo varía entre una magnitud de 8.50 y 12.80. Es una estrella de clase espectral M, por ello su color rojo, sus dimensiones son colosales y su radio está calculado en unas 580  veces el de nuestro Sol.
Su época es J2000.
Es más grande que el propio sol que conocemos, esta podría tener planetas que la orbitan 